# Barbara Adams (Ägyptologin)
Barbara Georgina Adams (* 19. Februar 1945 in Hammersmith, London; † 26. Juni 2002) war eine britische Ägyptologin und Kuratorin am Petrie-Museum in London.

## Leben
Sie stammte aus einer Arbeiterfamilie und interessierte sich schon als Jugendliche für das Alte Ägypten. Im Besonderen hatten es ihr Mumien angetan, die später zu ihrem Spezialgebiet wurden.
Ihren beruflichen Werdegang begann Barbara Adams im Jahr 1962 im Alter von 17 Jahren als wissenschaftliche Assistentin am Britischen Museum für Naturgeschichte in der Abteilung Entomologie und Paläontologie. 1965 wechselte sie zum Petrie Museum, wo sie 1975 zur Assistentin des Kurators avancierte. 1984 wurde sie neuer Museums-Kurator.
Schon früh begann sie mit der hochgenauen Katalogisierung der Gräbergruppen von Naqada, Abydos und vieler anderer antiker Grabstätten der frühen ägyptischen Geschichte.
Als der amerikanische Archäologe Michael Hoffman seine Grabungen in Hierakonpolis 1979 wieder aufnahm, engagierte er Barbara Adams als Expertin für altägyptische Töpferwaren und andere gefundene Kulturgegenstände.
Ihre Ausgrabungen, die sie in den 1980er Jahren selbst in Hierakonpolis durchführte, machten sie weltweit bekannt. Zwischen 1996 und 2000 leitete sie die Arbeiten auf dem Friedhof für hohe Beamte. Bei diesen Grabungen wurde neben vielen anderen interessanten Objekten der frühest nachweisbare Elefant in Ägypten entdeckt.
Im Jahr 2002 verstarb Barbara Georgina Adams an Krebs.

## Bücher und andere Publikationen
- Excavations in the Locality 6 cemetery at Hierakonpolis: 1979 - 1985. Archaeopress, Oxford 2000, ISBN 1-84171-099-7.
- Discovery of a predynastic elephant burial at Hierakonpolis, Egypt. In: Archaeology International. Band 1998/99, S. 46–50.
- mit Krzysztof M. Ciałowicz, Protodynastic Egypt. Shire, Princes Risborough 1997, ISBN 0-7478-0357-9.
- Ancient Nekhen - Garstang in the city of Hierakonpolis. Shire Publications, New Malden 1990, ISBN 1-872561-03-9.
- Predynastic Egypt. Shire Publications, Aylesbury 1988, ISBN 0-85263-938-4.
- The Fort cemetery at Hierakonpolis: excavated by John Gerstang. KPI, London 1987, ISBN 0-7103-0275-4.
- Sculptured Pottery from Koptos in the Petrie Collection. Aris & Phillips, Warminster 1986, ISBN 0-85668-389-2.
- Egyptian Mummies. Shire Publications, Aylesbury 1984, ISBN 0-85263-944-9.